# آبشار اسکاکاواچ
آبشار اسکاکاواچ (به لاتین: Skakavac Waterfall) یک آبشار در بوسنی و هرزگوین است که در Foča Municipality واقع شده‌است.

## جغرافیا
بالاترین قله در بوسنی و هرزگوین با ارتفاع 3838 در منطقه واقع شده است و از کنار کوه Zelengora توسط کنار رودخانه Sutjeska جدا شده است. ارتفاع این ابشار ۷۵ متر است.